# Hexatoma stricklandi
Hexatoma stricklandi là một loài ruồi trong họ Limoniidae. Chúng phân bố ở miền Cổ bắc.